# Stibadium resoluta
Stibadium resoluta är en fjärilsart som beskrevs av Dyar 1909. Stibadium resoluta ingår i släktet Stibadium och familjen nattflyn. Inga underarter finns listade i Catalogue of Life.